# Palácio presidencial de Abidjã
O Palácio Presidencial de Abidjã (em francês: Palais Présidentiel d'Abidjan) é um edifício de arquitetura clássica localizado na cidade de Abidjã, na Costa do Marfim. Inaugurado em 1961, compartilha a função de residência oficial do Presidente da Costa do Marfim juntamente com o Palácio Presidencial de Iamussucro, construído e inaugurado em 1983. Apesar de Iamussucro ser a capital constitucional do país, Abidjã continua sendo a sede de diversos órgãos governamentais, de modo que o palácio continua sendo de facto a residência oficial presidencial.

## Histórico
Construído a pedido do primeiro presidente pós-independência, Felix Houphouet-Boigny, o palácio foi oficialmente inaugurado em 1961. Construído no distrito de Plateau com vista para a Lagoa Ébrié,  na realidade abriga um complexo de edifícios: o palácio propriamente dito, a residência privada presidencial e os gabinetes ministeriais. Sua decoração original foi confiada à muitos artistas famosos, dentre os quais destacam-se o pintor Bernard Buffet, os escultores René Collamarini e Louis Dideron e o tapeceiro Jean Lurçat.